# Ambrose Akinmusire
Ambrose Akinmusire ([ˌækɪnˈmuːsəɹi]), né le 1er mai 1982 à Oakland (Californie), est un trompettiste et compositeur de jazz américain.

## Biographie
Akinmusire est né et a grandi à Oakland, en Californie. Avant d'avoir 18 ans, Ambrose a déjà joué avec des musiciens aussi réputés que les saxophonistes Joe Henderson, Joshua Redman, Steve Coleman, et le batteur Billy Higgins. Après avoir obtenu son diplôme de la Berkeley High School en 2000, il part à New York pour étudier à la Manhattan School of Music, avec Vincent Pinzerella de l'Orchestre philharmonique de New York, Dick Oatts, Lew Soloff et Laurie Frink, pour obtenir un Bachelor's Degree en 2005. Ambrose est diplômé en 2007 du Masters Program de l'Université de Californie du Sud, et aussi du Monk Institute of Jazz. Les professeurs d'Ambrose sont entre autres Terence Blanchard, Billy Childs et Gary Grant. En 2010, il travaille avec des artistes comme le saxophoniste Jimmy Heath, le pianiste Jason Moran, le tromboniste Hal Crook, le contrebassiste Bob Hurst, la batteuse Terri Lyne Carrington, le contrebassiste Ron Carter, le trompettiste Wallace Roney, le pianiste Herbie Hancock et le saxophoniste Wayne Shorter.

## Récompenses
En 2007 Akinmusire remporte deux des plus prestigieux concours de jazz au monde, le Thelonious Monk International Jazz Competition (le jury incluant les trompettistes Quincy Jones, Herb Alpert, Terence Blanchard, Hugh Masekela, Clark Terry et Roy Hargrove) et le Carmine Caruso International Jazz Trumpet Solo Competition (International Trumpet Guild (ITG), qui se tient à l'Université d'Arizona à Tucson).
Il est lauréat du Grand prix de l’Académie du Jazz ("meilleur disque de l’année") pour l'album When The Heart Emerges Glistening en 2012, et pour l'album The Imagined Savior Is Far Easier To Paint (Blue Note Records) en 2015.
Coup de cœur Jazz et Blues 2017 de l'Académie Charles-Cros pour A Rift in Decorum, proposé le 20 novembre 2017 lors de l’émission Open Jazz d’Alex Dutilh sur France Musique. et Coup de cœur Jazz et Blues 2020 de la même Académie Charles-Cros pour On the tender spot of every calloused moment, proclamé sur France Musique le 5 février 2021, dans l’émission Open Jazz d’Alex Dutilh sur France Musique.

## Style
Le jeu de trompette d'Ambrose Akinmusire se caractérise par une virtuosité technique sans faille et une sonorité limpide. Il recherche sans cesse des effets nouveaux, dans les graves par exemple ou avec l'embouchure mais sans utiliser d'effets électroniques.[réf. nécessaire]

## Discographie sélective

### Leader
| Année | Titre                                                  | Genre | Label                  |
| ----- | ------------------------------------------------------ | ----- | ---------------------- |
| 2007  | Prelude (to Cora)                                      | Jazz  | Fresh Sound New Talent |
| 2011  | When the Heart Emerges Glistening                      | Jazz  | Blue Note Records      |
| 2014  | The Imagined Savior Is Far Easier To Paint             | Jazz  | Blue Note Records      |
| 2017  | A Rift in Decorum: Live at the Village Vanguard (2CDs) | Jazz  | Blue Note Records      |
| 2018  | Origami Harvest                                        | Jazz  | Blue Note Records      |
| 2020  | on the tender spot of every calloused moment           | Jazz  | Blue Note Records      |
| 2023  | Beauty is Enough                                       | Jazz  | Origami Harvest        |
| 2023  | Owl Song                                               | Jazz  | Nonesuch Records       |
| 2025  | Honey From a Winter Stone                              | Jazz  | Nonesuch Records       |

### Sideman
| Année | Artiste                | Titre                                     | Genre | Label              |
| ----- | ---------------------- | ----------------------------------------- | ----- | ------------------ |
| 2001  | Steve Coleman          | Resistance Is Futile                      | Jazz  | Label Bleu         |
| 2002  | Aaron Parks            | Shadows                                   | Jazz  | KeynoteRecords     |
| 2003  | Vijay Iyer & Mike Ladd | In What Language?                         | Jazz  | Pi Recordings      |
| 2006  | Walter Smith III       | Casually Introducing                      | Jazz  | New Talent Spain   |
| 2007  | Alan Pasqua            | Anti Social Club                          | Jazz  | Cryptogramophon    |
| 2007  | Sara Gazarek           | Return to You                             | Jazz  | Native Language    |
| 2007  | Josh Roseman           | New Constellations: Live in Vienna (Live) | Jazz  | Accurate Records   |
| 2008  | John Escreet           | Consequences                              | Jazz  | Posi-Tone          |
| 2008  | Esperanza Spalding     | Esperanza                                 | Jazz  | Heads Up           |
| 2008  | Danny Grissett         | Form                                      | Jazz  | Criss Cross Jazz   |
| 2009  | Le Boeuf Brothers      | House Without A Door                      | Jazz  | lbjazz             |
| 2010  | John Escreet           | Don't Fight the Inevitable                | Jazz  | Mythology Records  |
| 2010  | Walter Smith III       | III                                       | Jazz  | Criss Cross Jazz   |
| 2010  | David Binney           | Barefooted Town                           | Jazz  | Criss Cross Jazz   |
| 2010  | Michel Portal          | Baïlador                                  | Jazz  | Universal          |
| 2011  | David Binney           | Graylen Epicenter                         | Jazz  | Mythology Records  |
| 2018  | Mary Halvorson         | Code Girl                                 | Jazz  | Firehouse Records  |
| 2019  | Plume (Musicien)       | Escaping the Dark Side                    | Jazz  | jazz&people        |
| 2023  | Dhafer Youssef         | Street of minarets                        | Jazz  | Black Beat Edition |